# تابع چندضابطه‌ای
در ریاضیات، تابع چندضابطه‌ای یا تابع تکه‌ای (به انگلیسی: piecewise function)، به تابعی گفته می‌شود که تعریف آن بسته به مقدار متغیر مستقل (ورودی تابع) متفاوت باشد.
در این تابع، ضابطه‌های متفاوتی وجود دارد. هر ضابطه، دامنهٔ (ورودی) مجزایی دارد. یک ضابطه می‌تواند مثلاً یک چندجمله‌ای، یک تابع مثلثاتی، یک تابع نمایی، یا هر تابع دیگری باشد.

## نمادگذاری

نمودار تابع قدرمطلق y = x.

تابع‌های چندضابطه‌ای در نمادگذاری رایج ریاضی، به شکل آرایه‌ای از تابع‌ها و در کنارشان زیردامنهٔ مربوط به آن تابع مشخص می‌شوند. برای نمونه، تابع قدر مطلق را می‌توان به شکل زیر مانند یک تابع چندضابطه‌ای بیان کرد:
{\displaystyle |x|\equiv f(x)={\begin{cases}-x,&{\mbox{if }}x<0\\x,&{\mbox{if }}x\geq 0\end{cases}}}
برای همهٔ مقدارهای x کوچک‌تر از صفر، نخستین تعریف ‎(−x)‎ به کار می‌رود که علامت مقدار ورودی تابع را برعکس می‌کند. برای همهٔ xهای بزرگ‌تر یا برابر با صفر، دومین تابع  ‎(x)‎ به کار می‌رود که مقدار ورودی تابع را برمی‌گرداند.

## پیوستگی

یک تابع چندضابطه‌ای با دو زیرتابع درجهٔ دوی متفاوت در دو سمت.

یک تابع چندضابطه‌ای روی بازهٔ دلخواه پیوسته است اگر شرط‌های زیر برقرار باشد:
- تابع در آن بازه تعریف شده باشد.
- هر یک از زیرتابع‌های آن روی آن بازه پیوسته باشند.
- هیچ ناپیوستگی‌ای در نقاط پایانی زیردامنه‌های تابع روی آن بازه وجود نداشته باشد.

برای نمونه، تابع چندضابطه‌ای در شکل روبه‌رو در زیردامنه‌هایش پیوسته است، ولی در کل، دامنه‌اش پیوسته نیست؛ زیرا در نقطهٔ‌ {\displaystyle x_{0}} ناپیوستگی‌ای به شکل جهش دارد.

## رسم تابع چندضابطه‌ای
برای رسم تابع چندضابطه‌ای باید حتماً در همان بازه که تابع تعریف می‌شود تابع را رسم نمود.
نکته: مراقب نقاط مرزی باشید؛ زیرا ممکن است در ضابطه‌ای تعریف نشوند و در نمودار، آن را باید توخالی رسم کرد.
مثال: تابع چندضابطه‌ای زیر را رسم کنید.
{\displaystyle f(x)={\begin{cases}2x-2&{\mbox{ }}x>2\\5&{\mbox{ }}x=2\\-2x&{\mbox{ }}x<2\\\end{cases}}}
حل:
برای حل این سؤال، باید اوّل نقطه‌یابی کنید. باید حتماً نقطه‌گذاریتان در بازۀ موردنظر موجود باشد. همۀ نقاط مرزی را پس بدهید. اگر در بازۀ موردنظر نبود، آن نقطه توخالی خواهد بود.
{\displaystyle 2x-2,x>2\rightarrow (2,2),(3,4),(4,6)}
{\displaystyle -2x,x<2\rightarrow (0,0),(1,-2),(2,-4)}

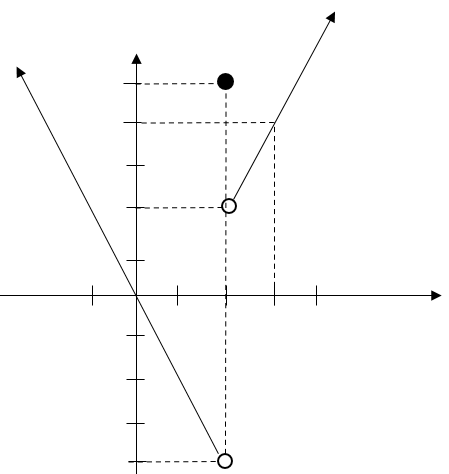
مثالی برای تابع چندضابطه ای

در مثال بالا دیدید که نقاط مرزی به‌صورت توخالی کشیده شده‌اند. پس نقاط مرزی را در نمودار لحاظ می‌کنیم. ولی اگر در دامنه تعریف نشده بود، آن را توخالی می‌گذاریم.

## پانوشت
تابع چند ضابطه ای «سیده فاطمه موسوی نطنزی»

## همچنین ببینید
نمونه‌هایی از تابع‌های چندضابطه‌ای: 
- قدر مطلق (ریاضی)
- تابع پله، تابع پله‌ای هویساید
- تابع علامت